# شورای لاتران
شورای لاتران (انگلیسی: Lateran council)، شامل سلسله شوراهایی است که توسط کلیسای کاتولیک در شهر رم در نزدیکی کاخ لاتران در کنار باسیلیکای سنت جان لاتران برگزار می‌شد. با توجه به دسته‌بندی کلیساهای کاتولیک، این مکان به‌عنوان یکی از امکان مورد توجه مسیحیان در دوره باستان متأخر و قرون وسطی شناخته می‌شود.

## شورای‌های برجسته
از میان شوراهایی که در این مکان برگزار شده‌است، ۵ شورا از اهمیت ویژه‌ای در تاریخ کلیسای کاتولیک برخوردار هستند:
- نخستین شورای لاتران که در رابطه با مناقشه اعطای مقام در سال ۱۱۲۳ میلادی برگزار شد.
- دومین شورای لاتران که طی آن موضوعاتی همچون ممنوعیت ازدواج روحانیون، یکپارچه‌کردن لباس روحانیون، و در نهایت تکفیر افراد حمله‌کننده به کلیسا یا روحانیون در سال ۱۱۳۹ میلادی بحث و تصویب شد.
- سومین شورای لاتران در سال ۱۱۷۹ در رابطه با موضوعاتی همچون: محدود کردن انتخاب‌کنندگان پاپ به کاردینال‌ها، محکوم‌کردن سیمونی و ممنوع‌کردن ارتقا مقام به اسقفی قبل از ۳۰ سالگی بحث شد.
- چهارمین شورای لاتران در سال ۱۲۱۵ در باب موضوعاتی همچون تقدم پاپی بحث شد و مقرر شد که مسلمانان و یهودیان در جوامع مسیحی لباس‌های مجزا و مشخصی را بپوشند تا از مسیحیان مجزا شوند.
- پنجمین شورای لاتران (۱۵۱۲–۱۵۱۷) در رابطه با پذیرفتن و اعمال برخی اصلاحات در کلیسای کاتولیک بود.